# Bellulornis rectusunguis
Bellulornis rectusunguis — вид викопних птахів, що мешкав у крейдовому періоді (125 млн років тому).

## Історія
Викопні рештки знайдено у відкладеннях формації Цзюфотан у провінції Ганьсу на сході Китаю. Зразок складався із скелета без черепа, здавленого на одній пластині. Також збереглися відбитки оперення і більше десятка гастролітів.

## Опис
З будови нижніх кінцівок було зроблено висновок, що Bellulornis жив, переважно, на землі, а не на деревах. Гастроліти типові для рослиноїдних птахів.

## Класифікація
Птах належить до Ornithuromorpha — базальної групи віялохвостих птах. У філогенетичній кладограмі рід знаходиться нижче Hongshanornithidae, але вище Archaeorhynchus. Тогочасний ландшафт типового місцезнаходження характеризувався озерами, тому, ймовірно, птах харчувався водними або навколоводними рослинами.